# Eurimedonte (militare)
Eurimedonte, figlio di Tucle (in greco antico: Εὐρυμέδων?, Eurymédōn; Atene, ... – Siracusa, 413 a.C.), è stato un militare ateniese durante la guerra del Peloponneso.

## Biografia
Nel 428/7 a.C. gli Ateniesi gli affidarono il comando di 60 triremi per difendere l'isola di Corcira (Corfù), membro della lega delio-attica, dove Sparta e i suoi alleati stavano fomentando una ribellione contro la democrazia. Nonostante non si conosca da Tucidide (III, 80-81 e 85) cosa effettivamente fece Eurimedonte a Corcira, resta comunque sicuro che il generale ateniese riuscì a sedare ogni tentativo di imposizione dell'oligarchia da parte peloponnesiaca.
Nella primavera del 427 a.C. ottenne alcuni successi, insieme a Nicia e Ipponico, sui Tebani di Tanagra (III, 91).
Nel 425 a.C., durante la prima spedizione ateniese in Sicilia (427 - 424 a.C.), fu nominato generale di un contingente di 40 navi, insieme a Sofocle e a Demostene. Una tempesta presso le coste del Peloponneso, costrinse la flotta ad attraccare; nonostante il compito della flotta fosse quello di aiutare i soldati ateniesi in Sicilia, era intenzione soprattutto di Demostene di restare nei dintorni del Peloponneso, a controllare l'operato degli Spartani. Demostene allora prese con sé 5 navi e poche centinaia di opliti e fortificò il sito di Pilo, lasciando il resto della flotta, che si diresse verso Corcira, al comando di Sofocle e di Eurimedonte. Dopo aver eliminato alcuni oligarchi a Corcira, la flotta riprese tardi il tragitto verso la Sicilia, dove si era già conclusa la pace. La rovina dei propositi ateniesi in Sicilia costò ad Eurimedonte e a Sofocle, dopo un processo, una multa da pagare (III, 115; IV, 2-8; 13; 46-48 e 65).
Nel 414 a.C. Eurimedonte e Demostene, durante la seconda spedizione ateniese in Sicilia, furono inviati a Siracusa al comando di 73 triremi, 5000 opliti, e numerosi arcieri, frombolieri e tiratori (VII, 16; 31; 33). Durante il viaggio Demostene ed Eurimedonte approdarono alle isole Cheradi (di fronte a Taranto), per imbarcare 150 lanciatori di giavellotto messapi forniti da Artas principe messapico (dinastes) in nome di un antico trattato di amicizia (palaia philìa) tra Messapi e Ateniesi. Fu proprio qui, a Siracusa nel Porto Grande, che Eurimedonte morì in una battaglia navale (413 a.C.) contro i Siracusani al comando di Gilippo (Diodoro Siculo, XIII, 8; 11; 13 e Plutarco, Vita di Nicia, 20; 24).